# Trest smrti v Rusku

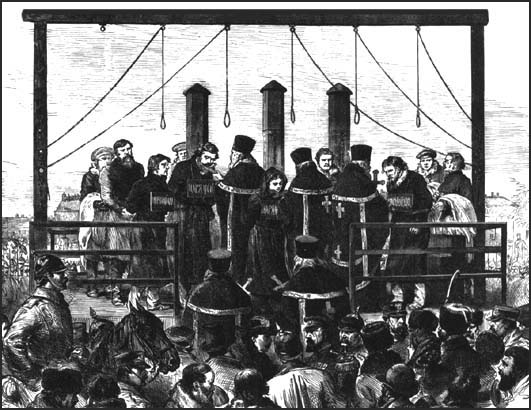
Poprava vrahů cara Alexandra II. Nikolajeviče, 1881

Trest smrti v Rusku není kvůli uvalenému moratoriu povolen a rozsudky smrti se od 2. srpna 1996 nevykonávají. Moratorium implicitně stanovil prezident Boris Jelcin, explicitně bylo roku 1999 potvrzeno Ústavním soudem Ruska a potvrzeno roku 2009.

## Historie

### Kyjevská Rus
Na původ používání trestu smrti v raných dějinách Ruska existují různé názory. Buď vznikl jako pokračování zvyku krevní msty, nebo jako výsledek byzantského vlivu.
Záznamy v kronikách přináší svědectví o pokusech byzantských biskupů seznámit obyvatele Rusi s knihami známými jako Pidalion, obsahujícími záznamy o byzantském právu, ve kterých se hovoří o nutnosti popravovat osoby páchající loupeže. Biskupové se snažili přesvědčit vládce Kyjevské Rusi Vladimíra I., že jej určil Bůh, aby popravoval zlé lidi. Po určitou dobu se aplikoval trest smrti za loupeže, který však neměl tradiční ruské kořeny a Vladimír jej zrušil a nahradil jej systémem peněžních trestů, které byly v ruské tradici zakořeněné. Podle svědectví arabského cestovatele byl trest smrti v roce 930 udílen lupičům, v roce 996 byl zaveden trest smrti za loupežnou vraždu.
V nejstarším komplexu zákonů profánního charakteru dochovaných z období Kyjevské Rusi, Ruská pravda, není stanoven trest smrti. Zakotvuje však v přesně vymezených případech právo na krevní mstu. V případě neexistence příbuzných, kteří by mohli krevní mstu vykonat, vybíral stát od vraha peněžní pokutu. Také povoloval s omezením vraždu zloděje na místě činu a otroka, který udeřil svobodného pána. Později byla krevní msta zrušena a nahrazena byla peněžní pokutou. To však zároveň neznamenalo, že tradiční krevní msta nebyla i nadále uplatňována. Přestože ve spisu není trest smrti zakotven, neznamená to, že v té době nedocházelo v této oblasti k popravám. Letopisy obsahují důkazy o aplikaci trestu smrti za vzpouru, zradu a zločiny proti křesťanské víře.

### 14. až 16. století

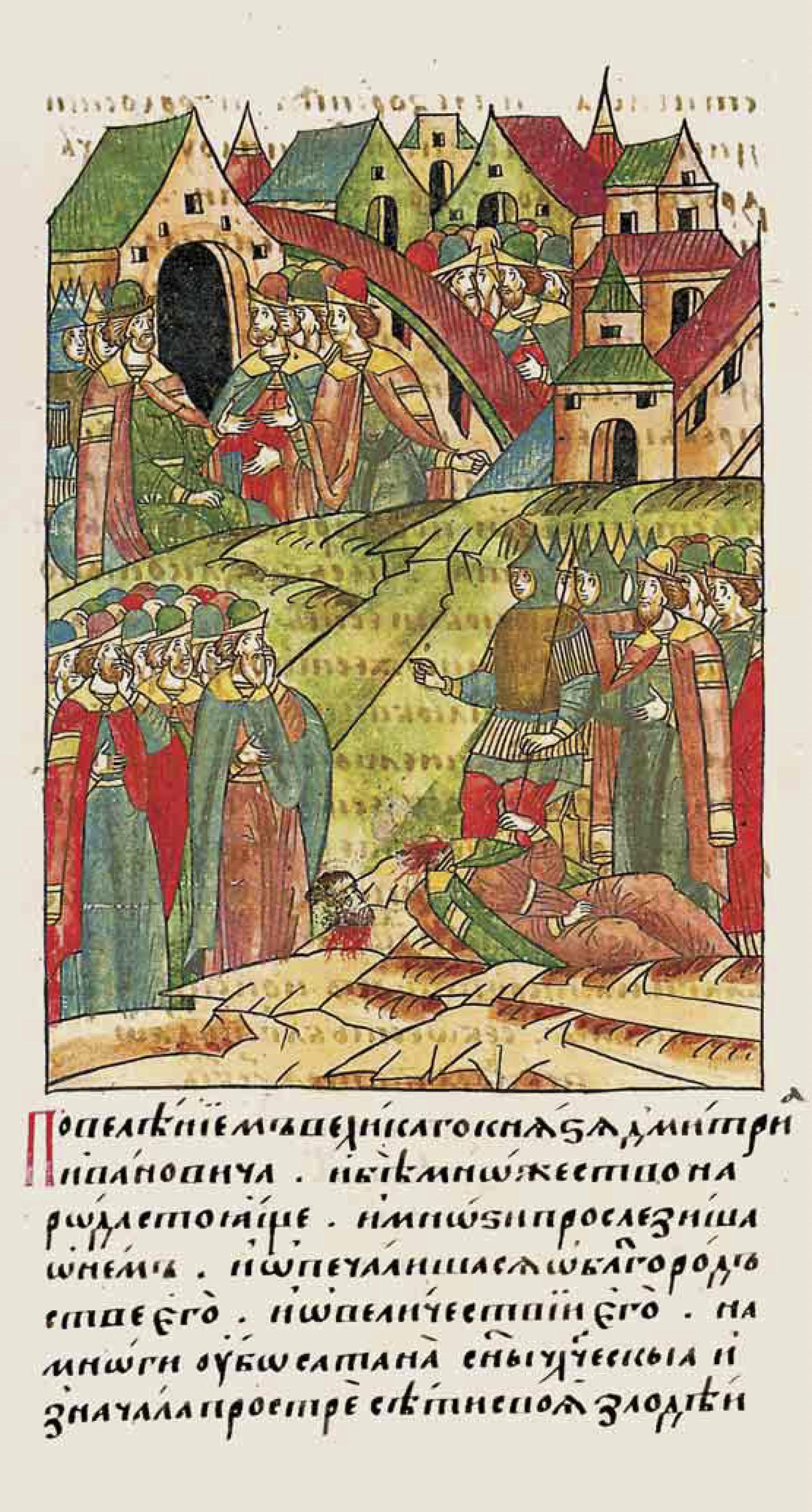
Poprava Ivana Vasiljeviče Veljaminova v roce 1379, jedna z prvních veřejných poprav v Rusku

Jeden z prvních právních dokumentů připomínajících moderní trestní zákoník, Dvinská listina z roku 1397 stanovila trest smrti za krádež, které se pachatel dopustil již potřetí. Za vraždu však trest smrti nebyl zaveden. Pskovská soudní listina tento seznam významně rozšířila. Mezi hrdelní zločiny patřily tři druhy krádeží (ty spáchané v kostele, krádež koně a potřetí spáchaná krádež) a také žhářství a vlastizrada. Trend zvyšování počtu zločinů, za které hrozil trest smrti, stále pokračoval. Ke zvýšení brutality trestního práva došlo zejména pod vlivem mongolsko-tatarského práva, jehož hlavní právní kodex - Čingischánova Jasa (Ich Zasag) trestal smrtí celou řadu přečinů. Zákoník z roku 1497 stanovil trest smrti za vraždu svého pána a další případy vražd, loupeže, opakované krádeže, velezradu a jiné zločiny proti státu, náboženské zločiny (například svatokrádež) či urážku na cti. K dalšími rozšíření seznamu hrdelních zločinů došlo za vlády Ivana IV. Hrozného, během jehož vlády byl roku 1550 přijat nový zákoník. Trest smrti se začal používat jako jedna z nejběžnějších forem trestu a vykonáván byl veřejně a doprovázelo jej mučení. V roce 1649 tento seznam zahrnoval 63 zločinů. Rozlišovaly se dvě formy trestu smrti, a to jednoduchý (oběšení) a kvalifikovaný (upálení, stětí, rozčtvrcení atd.). V případě těhotných žen byl rozsudek smrti odložen až po porodu. Metody popravy byly podle moderních standardů extrémně kruté, ovšem plně v souladu s tehdejšími standardy a zahrnovaly utopení, pohřbení zaživa či lití tekutého kovu do hrdla odsouzence. V Době vlády Ivana IV- Hrozného docházelo i k výjimečným a neobvyklým způsobům poprav, jako bylo stahování z kůže zaživa, vaření v kotli nebo předhození odsouzence psům či medvědu. Rozšíření těchto brutálních poprav, které nejednou vykonával Ivanův oblíbenec Maljuta Skuratov-Bělskij, souviselo s carovou psychickou poruchou, projevující se sadistickými sklony.

### 18. století až počátek 19. století
Počet hrdelních zločinů se za vlády cara Petra I. Velikého ještě téměř zdvojnásobil. Poté začal počet trestných činů, za které hrozil trest smrti, klesat a začaly se objevovat pokusy o jeho legislativní zrušení či omezení. Vojenský řád Petra I. Velikého předpokládal použití trestu smrti za 123 různých deliktů, v praxi se však používal pouze za vzpouru, vraždu a vlastizradu. V dalších případech byly používány tělesné tresty nebo roky či doživotí těžkých prací.
Alžběta Petrovna, vládnoucí v letech 1741 až 1762, v reakci na velkou krutost trestů udílených za panování ruské carevny Anny Ivanovny, vládnoucí v letech 1730 až 1740, zrušila trest smrti a mučení v případě pachatelů mladších 17 let. Všechny případy, ve kterých byl vynesen rozsudek smrti, byly postoupeny senátu a byly posuzovány samotnou carevnou. V teorii trestního práva je tato situace považována za prototyp moratoria na trest smrti, který byl v Rusku zaveden v 90. letech 20. století. Široce bylo využíváno institutu udílení milostí pro osoby odsouzené k nejvyššímu trestu. V mnoha případech však nahrazení trestu smrti zbičováním odsouzeného bylo do značné míry pouze formální, protože podle soudních rozsudků bylo odsouzencům udíleno tolik ran bičem, že vedly k jejich smrti.
Kateřina II. Veliká, která zastávala liberální názory a přijala myšlenky osvícenství, ve svém Nakazu z roku 1767 vyjádřila své pohrdání trestem smrti, považovala jej za nevhodný a dodala, že v obvyklém stavu společnosti není trest smrti ani užitečný ani potřebný. Výjimkou pro udělení trestu smrti byla situace, kdy odsouzený a uvězněný jedinec „měl stále prostředky a politickou sílu k rozněcování veřejných nepokojů“. Tato výjimka byla aplikována na vzbouřence při Pugačovovu povstání v roce 1775.
Na počátku 19. století byli rozsudky smrti vynášeny pouze zřídka. Za vlády Alexandra I. Pavloviče, vládnoucího v letech 1801 až 1825, bylo popraveno 84 lidí. V roce 1824 byla existence trestu smrti jedním z důvodů, proč zákonodárci odmítli přijmout novou verzi trestního zákoníku. O rok později neuspělo povstání děkabristů a soud vynesl nad 36 rebely trest smrti.

### Způsoby vykonání trestu smrti
Za Ivana IV. Hrozného se často uplatňovalo jako způsob popravy naražení na kůl. Za vlády Petra I. Velikého byl na kůl naražen i milenec carevny Jevdokije Lopuchinové, Stepan Bogdanovič Glebov. Lámání kolem bylo zakotveno v ruském vojenském řádu a hojně využíváno bylo až do počátku 19. století.
Před vládou Petra I. Velikého, ale i později, byli odsouzenci často upalováni, ne však na hranici, ale v dřevěné boudě naplněné hořlavým materiálem (cожжение в срубе (sožženie v srube)). Podle zákoníku z roku 1649 byli lidé upalováni za rouhání. V roce 1682 byl upálen ruský duchovní a zakladatel pravoslavné sekty starověrců Protopop Avvakum v dnes již zaniklém městě Pustozersk ležícím nedaleko Narjan-Maru. V roce 1689 byl v německé čtvrti v Moskvě upálen se svými knihami mystik a autor nesrozumitelných básní v duchu Nostradama, Quirinus Kuhlmann. V roce 1738 za vlády Anny Ivanovny byli na hranici upáleni za konverzi na jinou víru poručík Voznicin spolu „se svým svůdcem“ Židem Borochem Leibovem, za přestoupení na judaismus a Tatar Tojgilda Žuljakov za návrat k islámu. Poslední poprava upálením byla v Rusku vykonána roku 1739 v Jekatěrinburgu nad pokřtěnou baškirskou služkou, která se vrátila zpět k islámu. Poslední rozsudek trestu smrti za čarodějnictví byl vynesen roku 1762, ale vzhledem k platnému moratoriu na trest smrti nebyl vykonán.
Podle zákoníku z roku 1649 byli padělatelé popravováni litím roztaveného kovu do hrdla. Ženy, které zabily svého manžela, byly pohřbívány zaživa až po krk do země, kde zemřely v důsledku podchlazení nebo žízně často až po několika dnech. Docházelo také k rozčtvrcení odsouzenců, ale v Rusku se k němu nikdy nepoužívali koně. Tento způsob popravy byl častý za vlády Ivana IV. Hrozného, později k němu docházelo jen zřídka. V roce 1671 byl rozčtvrcen Stěpan Razin a v roce 1775 Jemeljan Pugačov a Pefiljev. Razinovi kat uťal nejprve pravou ruku, pak jednu nohu, nato ho sťal a dokončil čtvrcení na mrtvém těle, Pugačov a Pefiljev byli sťati a jejich těla poté čtvrcena. Po roce 1826 se popravovalo výhradně oběšením nebo zastřelením.

### 19. až počátek 20. století

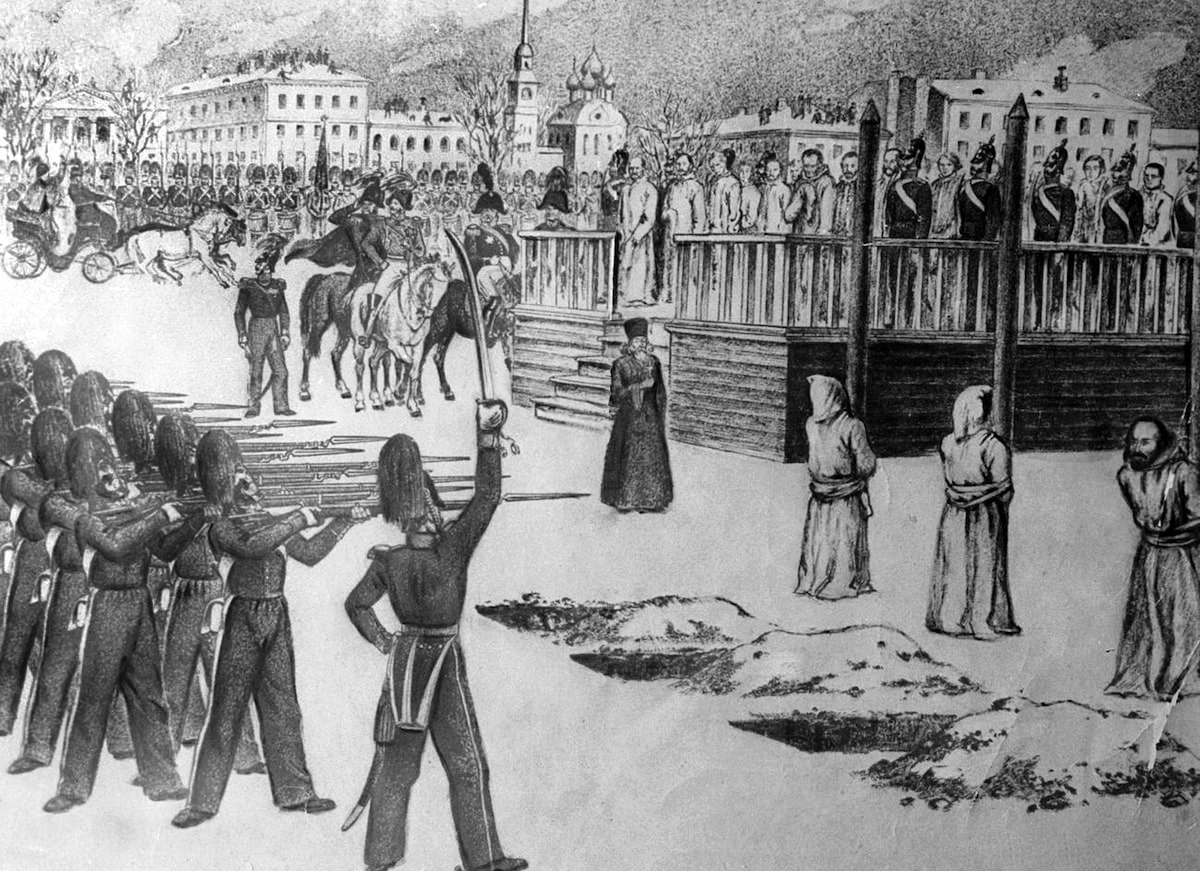
Vyobrazení popravy, 1849

Trest smrti byl zakotven ve všech stěžejních trestních zákonících Ruského impéria, v Kodexu zákonů Ruského impéria, Kodexu trestních a nápravných trestů z roku 1845 i v Trestním zákonu z roku 1903.
Po povstání děkabristů a před revolucí se používaly pouze dva způsoby poprav, a to oběšení a zastřelení popravčí četou. Takto byli popravováni revoluční anarchisté za Alexandra II. Nikolajeviče, Alexandra III. Alexandroviče a Mikuláše II. Alexandroviče. V té době se však ani za nejbrutálnější vraždy nepolitického charakteru pachatelé neodsuzovali k trestu smrti, ale pouze k těžkým pracím na dobu deseti až dvaceti let či na doživotí. Zastřelení popravčí četou bylo uplatňováno i stanným soudem za těžké vojenské zločiny. Obecně se na konci 19. a počátku 20. století obvykle civilisté věšeli a vojáci popravovali zastřelením. Navíc před reformou Alexandra II. existovaly také přísné tělesné tresty. Bičování knutou a průchod tzv. uličkou, ve které byli odsouzenci biti dvěma řadami mužů, často končilo smrtí. K těžkým pracím byli odsuzováni vrazi recidivisti, kteří spáchali novou vraždu již během výkonu svého trestu.
Podle zákoníku z roku 1845 byl trest smrti při existenci polehčujících okolností nahrazován těžkými pracemi na doživotí nebo po dobu 15 až 20 let a nevztahoval se na osoby mladší 21 let a starší 70 let. Podle vojenské trestní legislativy se trestem smrti trestala vražda, znásilnění, zbojnictví a loupež. V roce 1881 byly zrušeny veřejné popravy.
Od roku 1893 bylo povoleno vynesení rozsudku smrti vojenskými soudy za vraždu železničářů a cestujících ve vlaku, které spáchali „domorodci v kavkazské oblasti a ve Stavropolské provincii“. V druhé polovině 19. století bylo v Rusku ročně vykonáno 10 až 50 poprav. Používání trestu smrti se rozšířilo po roce 1905, kdy byl uplatňován pět až desetkrát častěji.

### Ruská republika
Trest smrti byl oficiálně zakázán 12. března 1917 po únorové revoluci a vzniku Ruské republiky. Dne 12. května 1917 byl pro vojáky na frontě trest smrti obnoven. Hlavní roli v obnovení trestu smrti na frontě sehrál generál Lavr Georgijevič Kornilov.

### RSFSR a Sovětský svaz

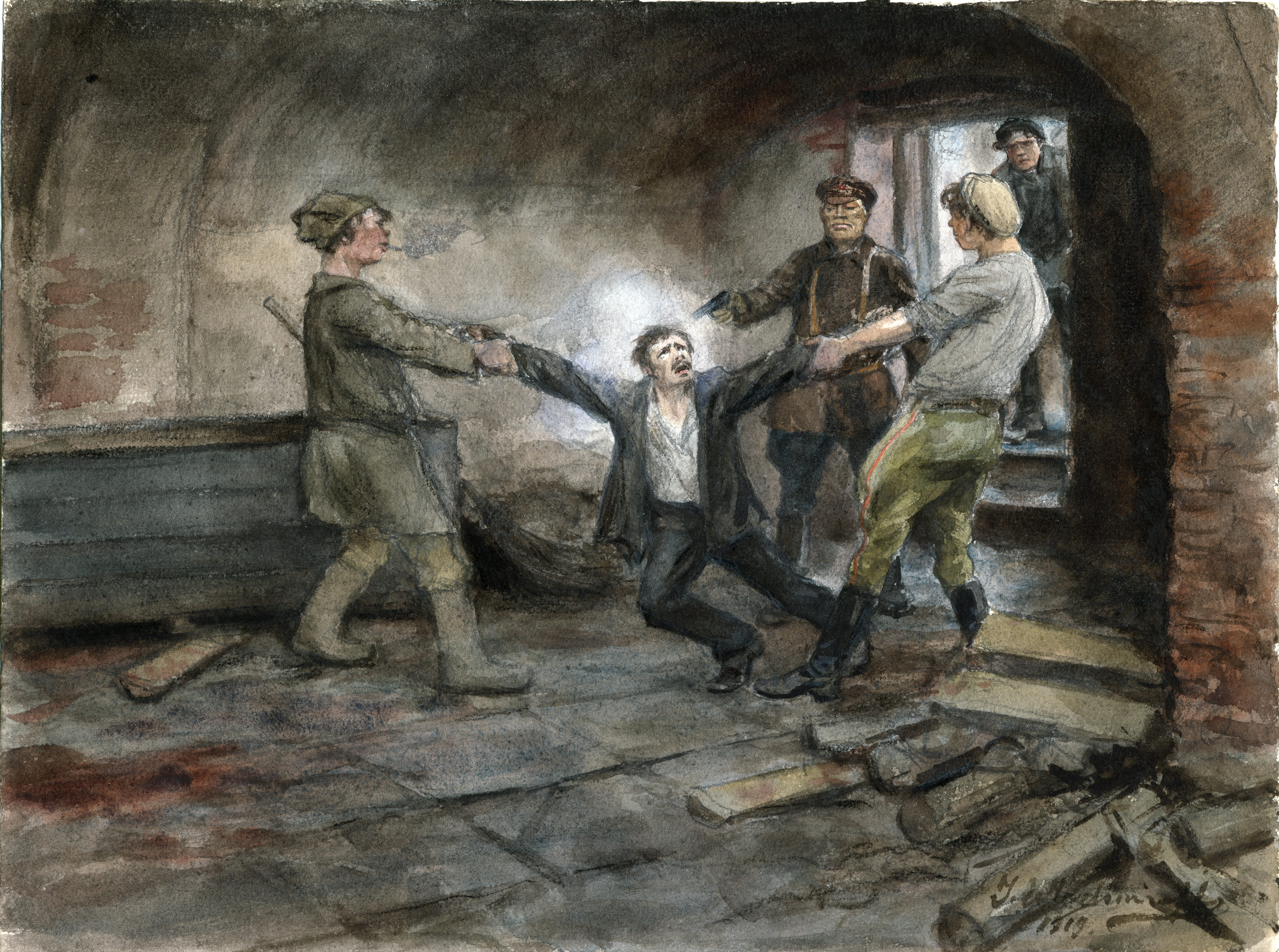
Obraz I. A. Vladimirova V suterénu Čeky

Sovětská vláda potvrdila zrušení trestu smrti téměř okamžitě po převzetí moci, ale brzy jej obnovila pro některé zločiny. Dne 4. září 1918 byla popravena Fanny Kaplanová za pokus o atentát na V. I. Lenina. V následujících desetiletí byl trest smrti střídavě povolen a zakázán, a někdy změny probíhaly rychle za sebou. Také seznam zločinů, za které mohl být udělen, prošel několika změnami.
Za vlády J. V. Stalina bylo mnoho lidí popraveno během tzv. Velké čistky ve 30. letech 20. století. Mnoho z těchto rozsudků bylo vyneseno speciálně jmenovanou tříčlennou komisí příslušníků NKVD. Přesný počet provedených poprav v tomto období není znám, podle výzkumů v archívech se jejich počet pohybuje mezi 700 až 800 tisíci. Oficiální zpráva Nikity Chruščova z roku 1954 uvádí 642 980 trestů smrti. Podle jiné zprávy z roku 1956 bylo popraveno 688 503 lidí, z nichž 681 692 poprav bylo vykonáno v letech 1937 až 1938.
Opětovně zrušen byl trest smrti 26. května 1947. Jako nejpřísnější trest byl udílen trest odnětí svobody na 25 let. Dne 12. května 1950 byl trest smrti obnoven. Nejprve byl obnoven pro případ velezrady či špionáže a později i za úkladnou vraždu. Podle záznamů Státního archivu Ruské federace bylo v letech 1978 až 1985 vyneseno 3 058 rozsudků smrti, které byly podány k Nejvyššímu sovětu RSFSR.

## Status trestu smrti v Ruské federaci
Článek 20 Ústavy Ruské federace říká, že každý má právo na život, a že do jeho zrušení lze trest smrti ukládat pouze za nejzávažnější zločiny proti lidskému životu. Navíc všechny takové rozsudky vyžadují soud před porotou.
Podle platného trestního zákoníku, je trest smrti možné udělit za pět trestných činů.
- vražda za určitých přitěžujících okolností
- narušení života osoby působící v oblasti justice či zapojené do předběžného vyšetřování
- narušení života úředníka zabezpečujícího vymáhání práva
- narušení života státníka nebo veřejně činné osoby
- genocida

Za žádný z těchto zločinů však trest smrti být udělen nemusí, trestní zákoník umožňuje trestní sazbu i odnětí svobody na doživotí, či trest odnětí svobody v délce nejméně osmi nebo dvanácti let (v závislosti na zločinu) a nejvýše třicet let. Zároveň trest smrti nemůže být udělen ženám ani mužům mladším 18 let a starším 60 let. Zákoník také stanovuje, že poprava má být provedena zastřelením a má být neveřejná.

### Moratorium
Jedním z nepřekročitelných požadavků Rady Evropy pro všechny její členy je, že země nesmí za žádných okolností udílet trest smrti. Přestože je preferovanou metodou úplné zrušení trestu smrti, byla ochotná dočasně přijmout i existenci moratoria. V souladu s tímto pravidlem Rada Evropy dne 25. ledna 1996 Rusko požádala, aby okamžitě zavedlo moratorium a do tří let úplně zrušilo trest smrti, aby byla schválena jeho žádost o členství v této organizaci.
Dne 16. května 1996 vydal Boris Jelcin dekret prezidenta Ruské federace o postupném snižování uplatňování trestu smrti v souvislosti se vstupem Ruska do Rady Evropy, který je široce citován jako faktické zavedení moratoria na trest smrti v Rusku. Dekret vyzval zákonodárce, aby připravili zákon, který by trest smrti zrušil. Také doporučil snížit počet hrdelních zločinů a uložil úřadům, aby s těmi, kdo jsou v cele smrti, zacházeli humánním způsobem. Ačkoliv dekret původně vysloveně nezakazoval trest smrti, nakonec měl prakticky takový účinek a jako takový byl přijat i Radou Evropy, protože Rusko získalo v této organizaci členství.
Ovšem v Rusku pokračovaly popravy i v první polovině roku 1996, tedy v době, kdy již bylo členem Rady Evropy. Ta nebyla se situací spokojena a předložila Rusku několik ultimát, ve kterých zemi pohrozila vyloučením z organizace, pokud bude pokračovat v popravách. V reakci na to bylo přijato několik zákonů a dekretů a od září 1996 v Rusku nebyla vykonána žádná poprava. Poslední osobou popravenou v Rusku byl sériový vrah Sergej Golovkin, který byl odsouzen v roce 1994 a zastřelen byl 2. srpna 1996.
Dne 2. února 1999 Ústavní soud Ruska dočasně pozastavil jakékoliv popravy v Rusku z technického důvodu, přesto tak poprvé udělil moratoriu nezpochybnitelný právní status. Podle ústavy může být rozsudek smrti vynesen pouze před porotou, to však nebylo v některých oblastech země praktikováno. Soud tak uvedl, že takový rozdíl činí rozsudky smrti nezákonnými v jakékoli části země, dokonce i v těch oblastech, kde je proces soudního řízení s porotou. Podle rozsudku nesmí být vynesen rozsudek smrti, dokud ve všech regionech země nebudou probíhat soudy před porotou.
Dne 19. listopadu 2009 Ústavní soud Ruska prodloužil národní moratorium. V roce 2013 prezident Vladimir Putin prohlásil, že zrušení moratoria se nedoporučuje.

## Veřejné mínění
Podle průzkumu z roku 2006 podporovalo trest smrti 75 % respondentů, zrušení trestu smrti podporovala pouze 4 % dotázaných. Proti moratorium bylo 55 % respondentů a 28 % jej podporovalo. Podporovatelé moratoria měli v průměru vyšší vzdělání, žili ve velkých městech a byli mladší.
Průzkum z roku 2012 ukázal, že 62 % dotázaných bylo pro návrat trestu smrti a 21 % podporovalo moratorium. Pouze 5 % dotázaných podporovalo úplné zrušení trestu smrti a 66 % považovalo trest smrti za přípustný trest.
Podle průzkumu z roku 2013 se 54 % respondentů vyslovilo pro stejné (38 %) nebo vyšší (16 %) používání trestu smrti jako před přijetím moratoria v roce 1996. Nejvíce trest smrti podporovali muži, starší lidé a obyvatelé měst.